# Номер 1
„Номер едно“ е български игрален филм (драма) от 2011 година на режисьора Атанас Христосков, по сценарий на Атанас Христосков и Явор Михайлов. Оператор е Стефан Куцаров.

## Актьорски състав
- Филип Аврамов
- Ивайло Захариев
- Николай Станоев
- Ивайло Драгиев
- Иво Аръков
- Мартин Ружин
- Димитър Тангълов
- Константин Станчев
- деца от столични квартали

## Резюме на филма
Ученическо насилие, обезверени учители, цинични младежи – това не е репортаж от късните новини, а историята в дебютния филм на режисьора Атанас Христосков – „N1“.
Сценаристът Явор Михайлов пренася върху лентата спомените от собственото си детство в крайните квартали на София, затова и всички герои имат реални прототипи, както и описаните случки. Стартирал с работно заглавие „Врагът отвътре“, филмът излиза на екран с роденото по време на снимки заглавие – „Номер едно“.
Две софийски училища в обща сграда водят кървава вражда. Алекс и приятелите му възприемат битките с елитната гимназия като социален бунт, а Стефан, учителят по литература, се опитва да покаже на момчетата и друго възможно решение... Но дали те са готови да му се доверят?

## Награди
- Награда за най-добър пълнометражен филм на фестивала „Златна роза“ (Варна, 2011)[1]